# 卫家店站
卫家店站是一个京广铁路和安卫铁路上的铁路车站，位于湖北省孝感市孝昌县卫店镇，建于1912年，目前为四等站，邮政编码为432147。目前客运：办理旅客乘降；行李、包裹托运；货运：办理整车货物发到；不办理罐装危险货物发到。